# Base Aérea de K. I. Sawyer
Base Aérea de K. I. Sawyer é uma Região censo-designada localizada no estado americano de Michigan.

## Demografia
Segundo o censo americano de 2000, a sua população era de 1443 habitantes.

## Geografia
De acordo com o United States Census Bureau tem uma área de
22,0 km², dos quais 21,9 km² cobertos por terra e 0,1 km² cobertos por água.

## Localidades na vizinhança
O diagrama seguinte representa as localidades num raio de 28 km ao redor de K, I, Sawyer AFB.